# ボディストッキング
ボディストッキング（英: bodystocking）とは、パンティーストッキングが上半身まで伸びたようなデザインになっており、女性用ランジェリーの一種でボディタイツとも称される。
素材は、主として薄いナイロンとポリウレタンの混合で、ナイロンは透明性と染色性、ポリウレタンは伸縮性の機能を備えている。足先から胸までの身体全体を覆うデザインになっており、胸部と腰部は伸縮性の高い素材が使われている。全身のシルエットを美しく整えるランジェリーとしての機能があり、ボディ・コンシャスを一層強調するセクシーランジェリーとして使用される場合もある。
一般的には、ストラップ付のバレエやダンス用ファウンデーション（インナー）として使用されるものがボディタイツと呼ばれている。